# Avis-Damm
Der Avis-Damm ist ein Staudamm in Namibia.

## Beschreibung
Der Damm liegt am östlichen Rand des Windhoeker Stadtteils Avis. Der Staudamm  wurde 1933 fertiggestellt. Sein Stausee hat ein Fassungsvermögen von rund 2,4 Millionen m³, womit der Stauraum  einen der kleinsten Stauseen in Namibia darstellt.  Das Einzugsgebiet hat eine Größe von etwa 100 km².
Der Avis-Damm wird von zwei Rivieren gespeist und durch das Klein-Windhoek-Rivier entwässert. Er liegt in einem beliebten Naherholungsgebiet der Erosberge. Ursprünglich sollte die Talsperre als nachhaltiger Trinkwasserspeicher der Stadt Windhoek fungieren.
Aufgrund seines kleinen Einzugsgebietes konnte der Stausee diesen Anforderungen aber nicht kontinuierlich gerecht werden, wobei er in vielen Jahren witterungsbedingt überhaupt kein Wasser liefern konnte. Deshalb wurde die Rolle des kommunalen Wasserspeichers ab 1958 immer mehr vom neu angelegten und größeren Goreangab-Damm übernommen, so dass der Avis-Damm heutzutage vor allem als Erholungsgebiet geschätzt wird.
Der Stausee und die Umgebung, insgesamt etwa 300 Hektar, wird von der Nichtregierungsorganisation Greenspace gepachtet.

## Aktuelle Entwicklung
Die Stadt Windhoek plant im Rahmen des Windhoek River Walk Project einen 20 Kilometer langen Wanderweg im Klein-Windhoek-Rivier von Goreangab bis zum Avis-Damm. Dieser soll befestigte Lauf- und Radwege sowie weitere Einrichtungen einschließen. Hierfür sind Ausgaben in Höhe von 150 Millionen Namibia-Dollar geplant.
Im Juli 2021 wurde bekannt, dass die Stadt womöglich mit Ende des Pachtvertrages 2030 eine Umfunktionieren plant. Unter anderem seien Wohngebiete und touristische Unterkünfte rund um den Staudamm denkbar.